# Goneplacoidea
Super-famille
Les Goneplacoidea sont une super-famille de crabes. Elle comporte 13 familles dont deux fossiles.

## Liste des familles
Selon World Register of Marine Species (29 juin 2016) et BioLib (29 juin 2016) :
- famille Acidopsidae Števčić, 2005
- famille Acidopsidae Števčić, in Martin & Davis, 2001
- famille Carcinoplacidae (famille actuellement vide)
- famille Chasmocarcinidae Serène, 1964
- famille Conleyidae Števčić, 2005
- famille Euryplacidae Stimpson, 1871
- famille Goneplacidae MacLeay, 1838
- famille Litocheiridae Kinahan, 1856
- famille Mathildellidae Karasawa & Kato, 2003
- famille Progeryonidae Števčić, 2005
- famille Scalopidiidae Števčić, 2005
- famille Sotoplacidae Castro, Guinot & Ng, 2010
- famille Vultocinidae Ng & Manuel-Santos, 2007
- famille fossile †Carinocarcinoididae Karasawa & Kato, 2003
- famille fossile †Martinocarcinidae Schweitzer, Feldmann & Bonadio, 2009

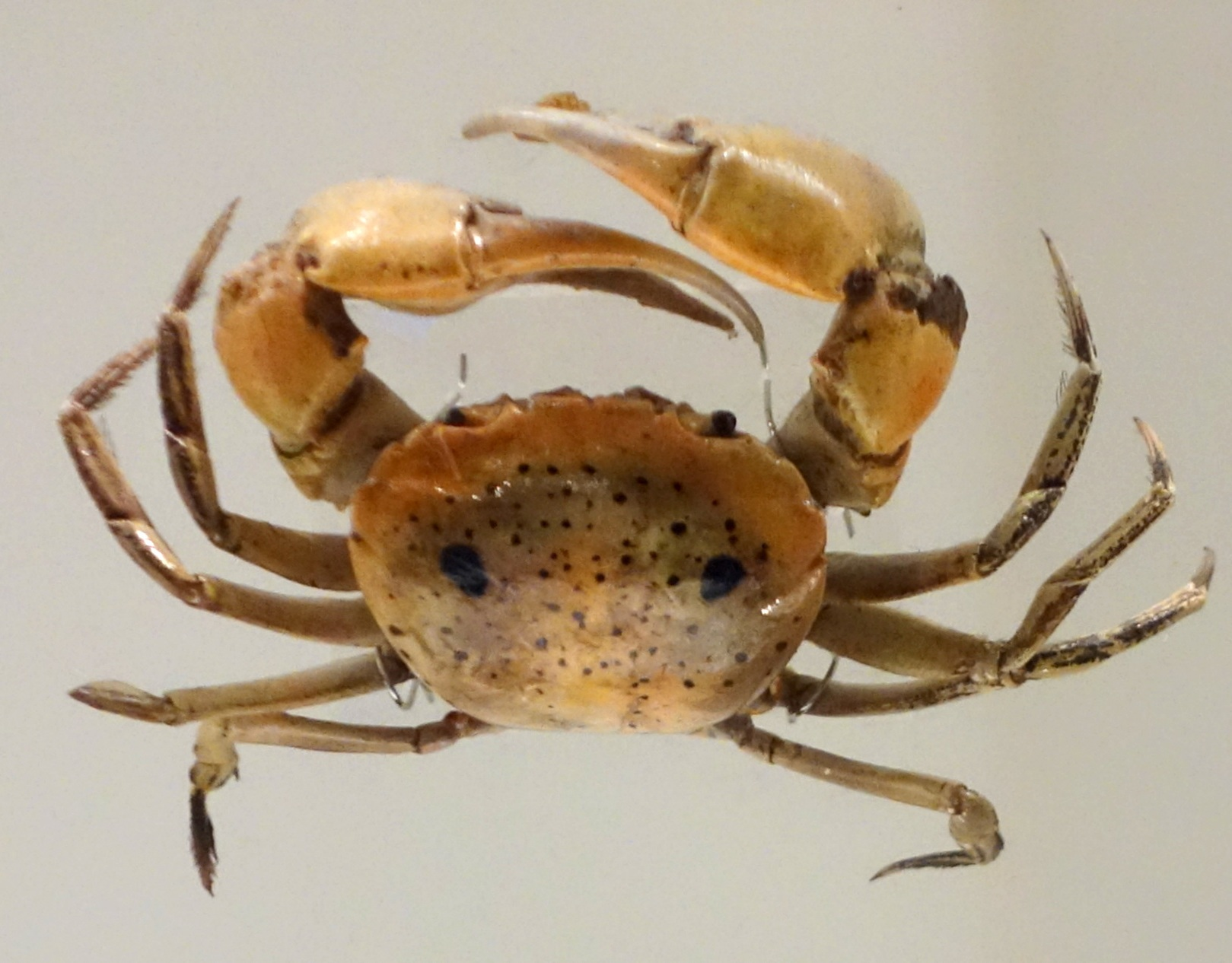
Eucrate crenata (Euryplacidae)
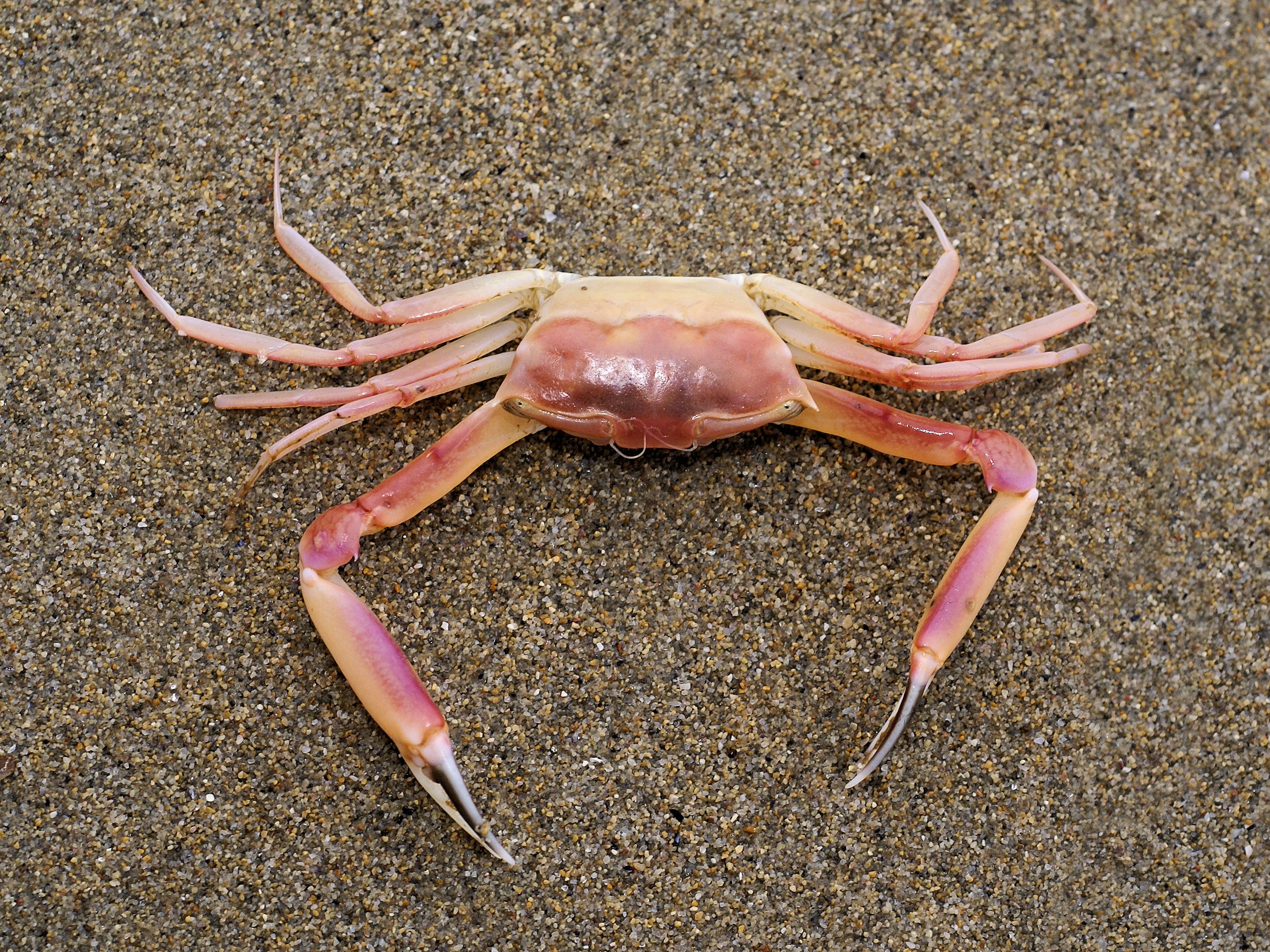
Goneplax rhomboides (Goneplacidae)
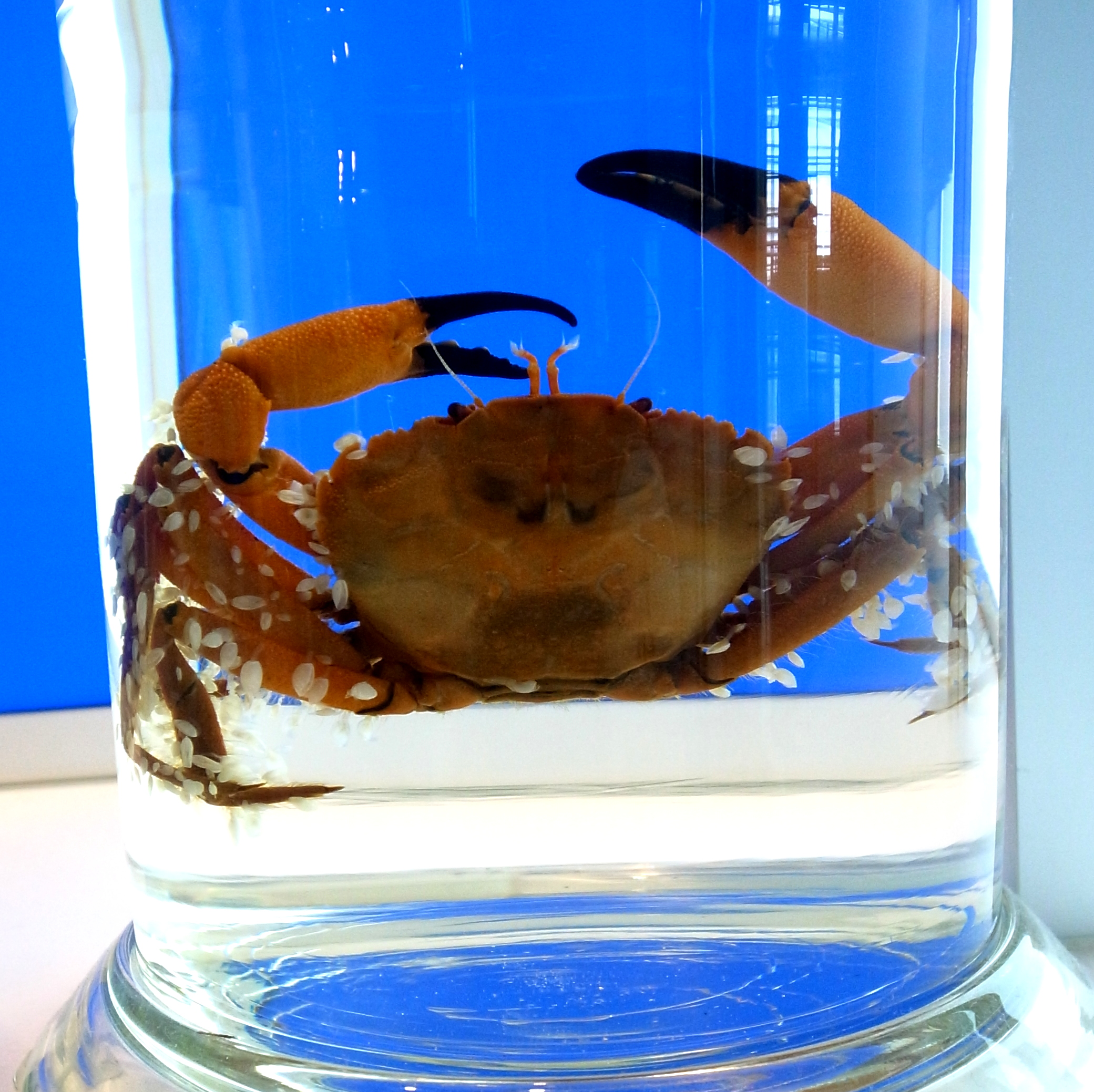
Beuroisia major (Mathildellidae)

## Référence
- Macleay, 1838 : On the brachyurous decapod Crustacea brought from the Cape by Dr. Smith. Illustrations of the Annulosa of South Africa; being a portion of the objects of natural history chiefly collected during an expedition into the interior of South Africa, under the direction of Dr. Andrew Smith, in the years 1834, 1835. and 1836; fitted out by “The Cape of Good Hope Association for Exploring Central Africa”. p. 53–71.

## Sources
- Ng, Guinot & Davie, 2008 : Systema Brachyurorum: Part I. An annotated checklist of extant brachyuran crabs of the world. Raffles Bulletin of Zoology Supplement, n. 17, p. 1–286.
- De Grave & al., 2009 : A Classification of Living and Fossil Genera of Decapod Crustaceans. Raffles Bulletin of Zoology Supplement, n. 21, p. 1-109.